# Mietek Blues Band
Mietek Blues Band – zespół bluesrockowy założony w 1976 roku w Gdańsku przez gitarzystę Mieczysława Wróbla i wokalistę oraz harmonijkarza Zbigniewa Łaskiego.

## Historia
W 1979 zespół otrzymał dwie nagrody na Festiwalu w Jarocinie. Przez 31 lat działalności zespół wystąpił na wielu festiwalach, m.in.: Pop Session w Sopocie, Folk Blues Meeting, Rawa Blues (w latach 1981, 1985, 1997 i 2000), Blues Top w Sopocie, Muzyczny Camping w Brodnicy, Złota Tarka, Jazz Jantar w Gdańsku, Jimmyway Blues Festival, Warta Rock Reggae, Summer Jazz Days w Gdyni (w 2000 roku jako support przed koncertem B.B. Kinga).

## Dyskografia
Zespół nagrał cztery płyty:
- Tribute To The Blues – 1996
- Road – 1998
- Zwykłe słowa – 2002
- 30 Years Have Passed (live) – 2009

## Skład
Obecnie Mietek Blues Band występuje w składzie:
- Mieczysław Wróbel – gitara
- Romuald Sławiński – śpiew
- Robert Tyszka – śpiew, harmonika
- Tomek Przyborowicz – gitara basowa
- Piotr Góra – perkusja
- Artur Jurek – instrumenty klawiszowe

### Byli członkowie
Z zespołem w ciągu całego okresu jego działalności współpracowało wielu znanych muzyków, między innymi:
- Cezary Paciorek (piano) – Janusz Muniak, Zbigniew Namysłowski, Jan Ptaszyn Wróblewski
- Antoni Degutis (gitara) – TSA
- Zbigniew Kraszewski (perkusja) – TSA, Cytrus, Kombi, Skawalker, Agnieszka Chylińska
- Adam Wendt (saksofon) – Walk Away, Young Power, Urszula Dudziak, Confiteor, Zbigniew Wrombel Quartet, Vintage Band,
- Robert Jakubiec (trąbka) – Young Power, Irek Dudek, Andrzej Rosiewicz
- Sławek Korek Kornas (gitara basowa, chórki) – Szela, Ajagore, Grand Gangsters
- Andrzej Syldatk (perkusja)
- Zdzisław Karasowski (bas)